# Roepera fulva
Roepera fulva är en pockenholtsväxtart som först beskrevs av Carl von Linné, och fick sitt nu gällande namn av Beier & Thulin. Roepera fulva ingår i släktet Roepera och familjen pockenholtsväxter. Inga underarter finns listade i Catalogue of Life.